# (37228) 2000 WE146
2000 WE146 (asteroide 37228) é um asteroide da cintura principal. Possui uma excentricidade de 0.03446840 e uma inclinação de 22.49926º.
Este asteroide foi descoberto no dia 23 de novembro de 2000 por NEAT em Haleakala.